# Open di Francia 2002
L'Open di Francia 2002, la 101ª edizione degli Open di Francia di tennis, si è svolto sui campi in terra rossa dello Stade Roland Garros di Parigi, Francia, dal 27 maggio al 9 giugno 2002.
Il singolare maschile è stato vinto dallo spagnolo Albert Costa, che si è imposto sul connazionale Juan Carlos Ferrero in quattro set con il punteggio di 6–1, 6–0, 4–6, 6–3. Il singolare femminile è stato vinto dalla statunitense Serena Williams, che ha battuto in finale in due set la sorella Venus Williams. Nel doppio maschile si sono imposti Paul Haarhuis e Evgenij Kafel'nikov. Nel doppio femminile hanno trionfato Virginia Ruano Pascual e Paola Suárez. Nel doppio misto la vittoria è andata alla coppia dello Zimbabwe formata da Cara Black e Wayne Black.

## Senior

### Singolare maschile

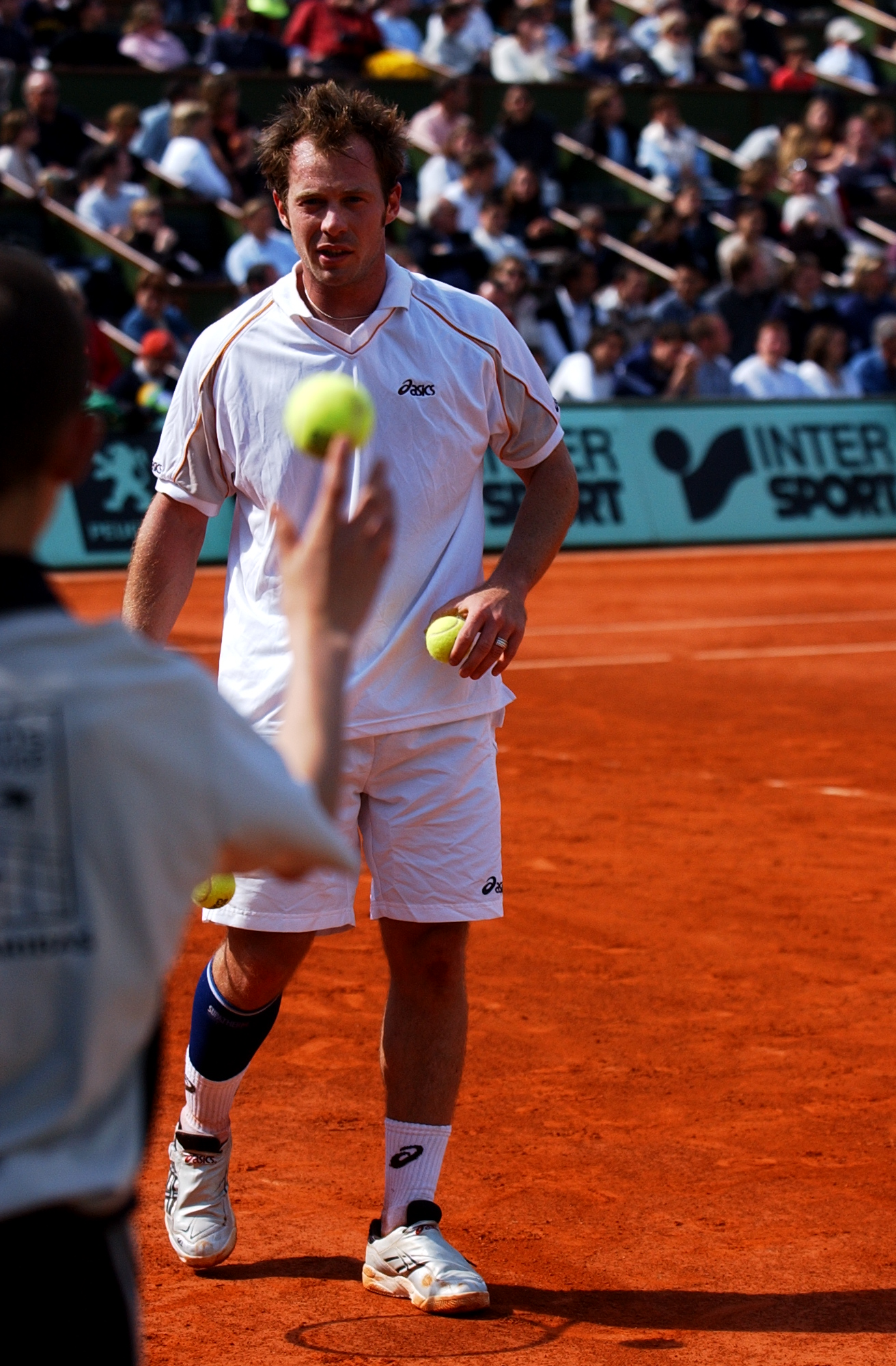
Julien Varlet all'Open di Francia 2002

Albert Costa ha battuto in finale  Juan Carlos Ferrero con il punteggio di 6–1, 6–0, 4–6, 6–3.

### Singolare femminile
Serena Williams ha battuto in finale  Venus Williams con il punteggio di 7–5, 6–3.

### Doppio maschile
Paul Haarhuis /  Evgenij Kafel'nikov hanno battuto in finale  Mark Knowles /  Daniel Nestor con il punteggio di 7–5, 6–4.

### Doppio femminile
Virginia Ruano Pascual /  Paola Suárez hanno battuto in finale  Lisa Raymond /  Rennae Stubbs con il punteggio di 6–4, 6–2.

### Doppio misto
Cara Black /  Wayne Black hanno battuto in finale  Elena Bovina /  Mark Knowles con il punteggio di 6–3, 6–3.

## Junior

### Singolare ragazzi
Richard Gasquet ha battuto in finale  Laurent Recouderc con il punteggio di 6–0, 6–1.

### Singolare ragazze
Angelique Widjaja ha battuto in finale  Ashley Harkleroad con il punteggio di 3–6, 6–1, 6–4.

### Doppio ragazzi
Markus Bayer /  Philipp Petzschner hanno battuto in finale  Ryan Henry /  Todd Reid con il punteggio di 7–5, 6–4.

### Doppio ragazze
Anna-Lena Grönefeld /  Barbora Strýcová hanno battuto in finale  Hsieh Su-wei /  Svetlana Kuznecova con il punteggio di 7–5, 7–5.